# Sfera celeste

Rappresentazione della sfera celeste, con la Terra al centro ruotante su sé stessa

La sfera celeste è una sfera immaginaria di raggio arbitrario sulla cui superficie sono proiettati tutti gli astri: si dice geocentrica, se ha per centro il centro della terra, locale, se ha per centro l'occhio dell'osservatore, eliocentrica, se ha per centro il Sole; l'origine di tale arbitrarietà del raggio sta nel fatto che oltre una certa distanza non siamo più in grado di valutare visivamente la lontananza dei corpi, per cui gli astri ci sembrano tutti alla stessa distanza.

## Gli elementi di riferimento fissi

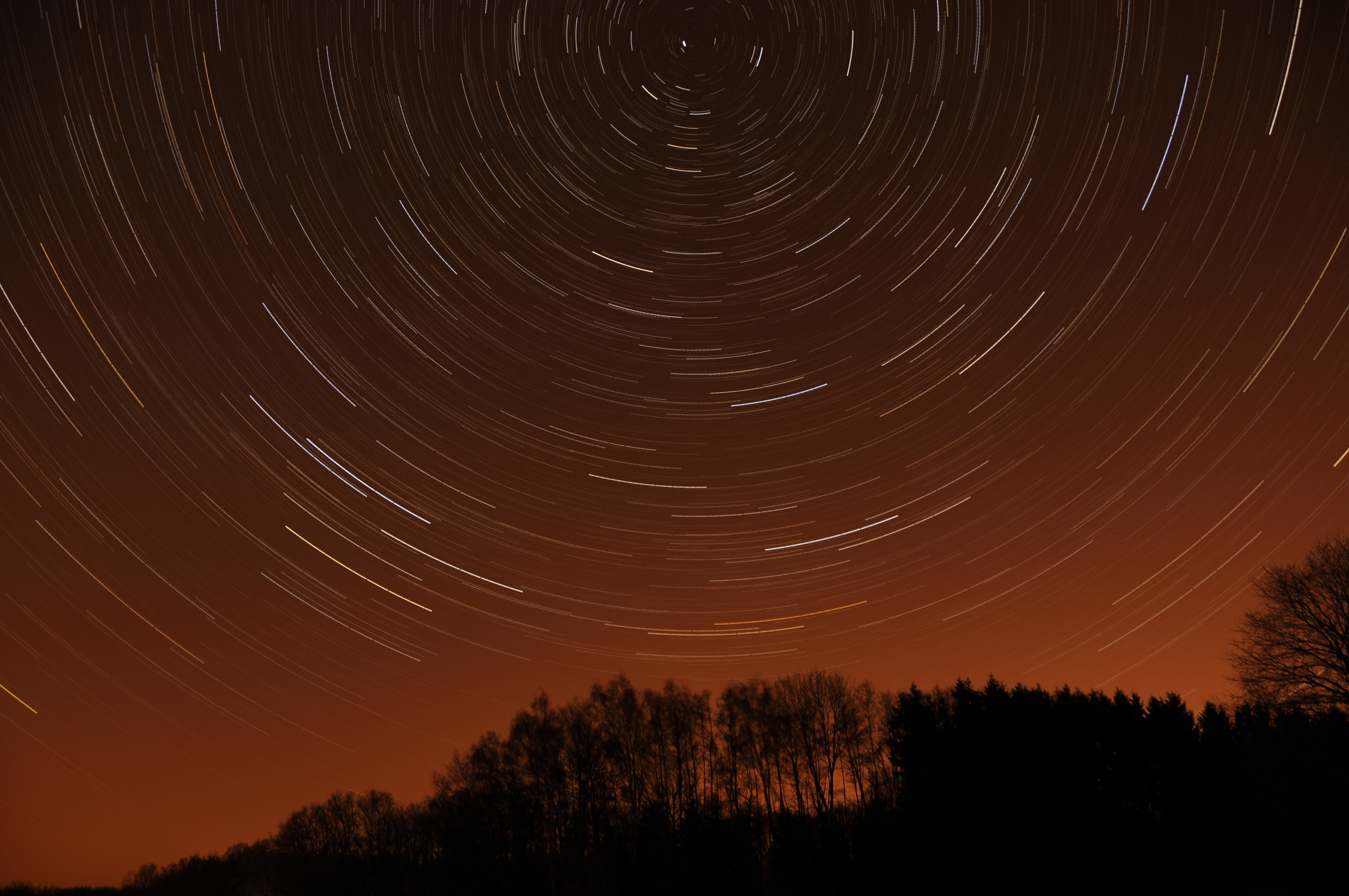
Fotografia a lunga posa che evidenzia l'effetto del moto di rotazione degli astri attorno a un punto fisso che identifica il polo celeste

Durante l'apparente moto diurno degli astri due soli punti del cielo, tra loro antipodali, restano immobili: sono i poli celesti. La sfera celeste sembra quindi ruotare su sé stessa attorno ad un asse passante per i poli, chiamato asse celeste (o asse del mondo).
Attualmente il polo nord celeste si trova in prossimità di Polaris, nella costellazione dell'Orsa Minore; il polo sud celeste invece è in prossimità della stella σ Octantis nella costellazione dell'Ottante, ma questa stella è poco brillante e difficilmente osservabile.
L'equatore celeste è il cerchio massimo equidistante dai poli celesti (proiezione dell'equatore terrestre), che divide la sfera celeste nei due emisferi: emisfero celeste boreale ed emisfero celeste australe.

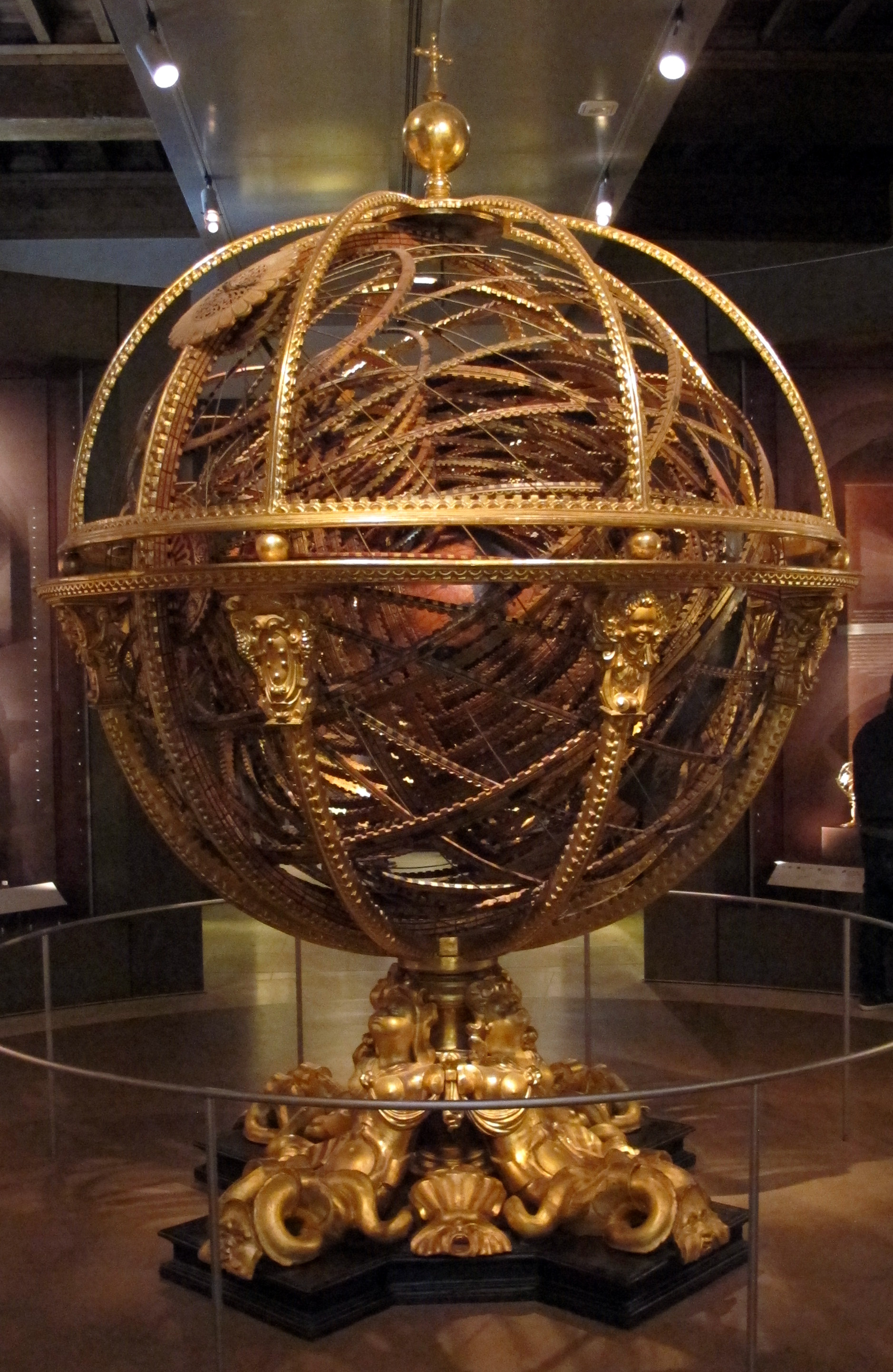
Una sfera armillare, che riproduce una miniatura della volta celeste, i cui cerchi interni ricalcano le traiettorie dei vari corpi celesti.

Come sulla terra, la sfera celeste può essere divisa in meridiani e paralleli. I paralleli celesti sono circoli paralleli all'equatore celeste, mentre i meridiani celesti, o cerchi orari, sono le semicirconferenze massime congiungenti i poli celesti. Il parallelo fondamentale è l'equatore celeste, mentre il meridiano fondamentale è quello passante per il punto della sfera celeste in cui si trova il Sole nell'equinozio di primavera, detto punto γ, a cui è antipodale il punto ω. Entrambi questi punti si trovano sull'equatore celeste.

## Gli elementi di riferimento locali
Dato che le stelle visibili e le loro posizioni sulla volta celeste variano con la posizione dell'osservatore sulla Terra, è opportuno utilizzare come riferimenti la verticale del luogo e il piano dell'orizzonte astronomico dell'osservatore.
La verticale del luogo è la retta passante per il punto in cui si trova l'osservatore e il centro della terra: essa interseca la sfera celeste nei punti chiamati zenit (sopra la testa dell'osservatore) e nadir (sotto i suoi piedi). L'orizzonte astronomico è il piano passante per il centro della sfera celeste e perpendicolare alla verticale del luogo.
Analogamente con i meridiani celesti, i circoli massimi che passano per zenit e nadir vengono chiamati circoli verticali, e il circolo fondamentale è il meridiano locale che passa anche per polo sud e polo nord celeste. Il nord e il sud sono determinati dai punti in cui il meridiano locale interseca il piano dell'orizzonte astronomico dell'osservatore (in direzione dei poli nord e sud), mentre l'est e l'ovest sono i punti in cui l'orizzonte astronomico interseca l'equatore celeste. 
Le cosiddette stelle fisse, la grande maggioranza degli astri, mantengono la loro posizione relativa (o meglio, vi sono variazioni ma lentissime), costituendo un riferimento visivo sulla sfera celeste. Esse sono tradizionalmente raggruppate in costellazioni.

## Antichità

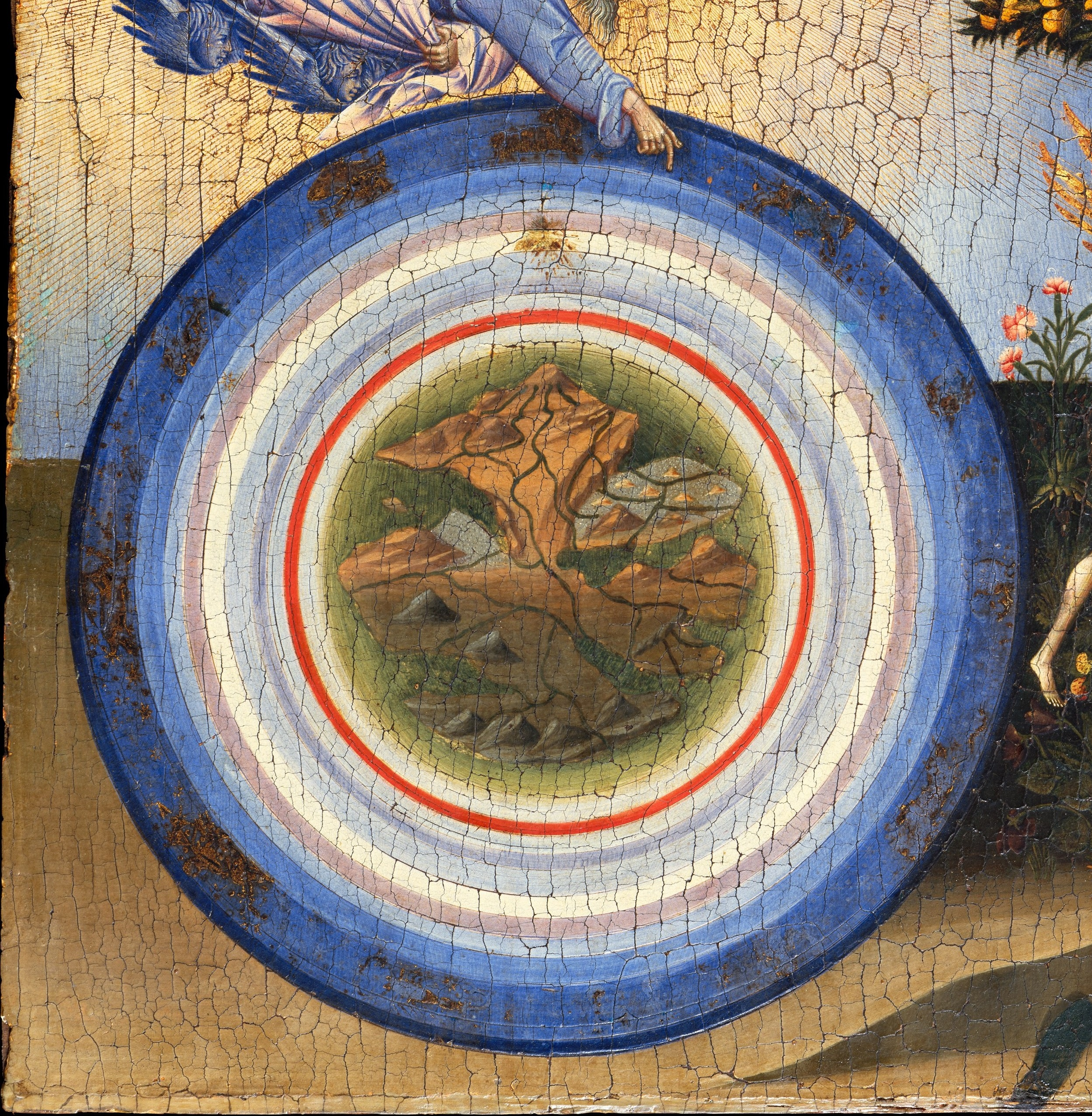
Mappa delle diverse sfere concentriche ruotanti intorno alla Terra, ad opera di Giovanni di Paolo (1445)

Il concetto di «sfera celeste» risale all'antico sistema tolemaico, anteriore alla rivoluzione copernicana, nel quale si riteneva che le stelle ed i pianeti fossero realmente fissati su sfere simili ad orbite, di diversa grandezza, situate l'una dentro l'altra e aventi come centro la Terra. Il moto dei corpi celesti come il Sole o la Luna era dovuto al movimento rotatorio di queste sfere, che spostandosi li trascinavano con sé. Si trattava in ogni caso di sfere trasparenti e invisibili, composte di sostanza eterea, cioè di un elemento cristallino di natura materiale ma incorruttibile, non presente nel mondo sublunare terrestre.
Pitagora intravedeva in esse delle relazioni matematiche che producevano un'armonia celestiale, la cosiddetta «musica delle sfere», impercettibile all'orecchio umano, capace di influire sulla qualità della vita terrena.